# 新化里 (堡里)
新化里，是臺灣南部自明鄭時期至清治時期的一個行政區劃，其範圍約為今臺南市的新市區、山上區、左鎮區、玉井區西南部、南化區南部及大內區南端一小塊地區。
新化里為1664年（明鄭永曆十八年）始設的四坊二十四里之一，隸屬於天興縣，其南邊為新豐里、廣儲里、感化里，西邊瀕臨臺江內海，西北邊為武定里北岸地區，北邊為善化里，東邊為尚未納入管轄地區。
新化里後來先是隸屬諸羅縣，後分拆為新化里西保與新化里東保；新化里東保改隸臺灣縣後改稱「新化里」，同治年間分成新化西里、新化北里、新化東里與新化南里，光緒年間新化南里再分成外新化南里、內新化南里。

## 分化過程
| 明鄭至清治初期 | 康熙年間   | 雍正       | 同治       | 光緒       | 日治初期   | 日治中期   | 日治後期 |
| -------------- | ---------- | ---------- | ---------- | ---------- | ---------- | ---------- | -------- |
| 新化里         | 新化里西保 | 新化里西保 | 新化里西保 | 新化里西保 | 新化里西堡 | 新市區     | 新市     |
| 新化里         | 新化里東保 | 新化里     | 新化西里   | 新化西里   | 新化西里   | 新化西里   | 新市     |
| 新化里         | 新化里東保 | 新化里     | 新化東里   | 新化東里   | 新化東里   | 新化里東區 | 山上     |
| 新化里         | 新化里東保 | 新化里     | 新化北里   |            |            | 新化里東區 | 山上     |
| 新化里         | 新化里東保 | 新化里     | 新化南里   | 外新化南里 | 外新化南里 | 北外新化區 | 左鎮     |
| 新化里         | 新化里東保 | 新化里     | 新化南里   | 外新化南里 | 外新化南里 | 南外新化區 | 左鎮     |
| 新化里         | 新化里東保 | 新化里     | 新化南里   | 內新化南里 | 內新化南里 | 內新化區   | 南化南側 |
| 感化里         | 大目降     | 大目降     | 大目降     | 大目降     | 大目降里   | 大目降區   | 新化街   |
| 廣儲里         | 廣儲東里   | 廣儲東里   | 廣儲東里   | 廣儲東里   | 廣儲東里   | 廣儲區     | 新化街   |
| 廣儲里         | 廣儲西里   | 廣儲西里   | 廣儲西里   | 廣儲西里   | 廣儲西里   | 廣儲區     | 永康東側 |